# Consejo Valenciano de Cultura
El Consejo Valenciano de Cultura (en valenciano y oficialmente Consell Valencià de Cultura), también conocido por sus siglas CVC,  es una institución que cumple la función de ser órgano consultivo y asesor del conjunto de las instituciones de la Generalidad Valenciana en aquellas cuestiones que tengan que ver con la cultura valenciana. Su sede se encuentra desde el año 2002 en el Palacio de Forcalló de Valencia.
Aparte de las instituciones matriz de las Generalidad Valenciana, como son las Cortes Valencianas, el Presidente de la Generalidad y el Consejo de la Generalidad, esta institución, junto con el Síndico de Agravios, la Sindicatura de Cuentas, el Consejo Jurídico Consultivo, el Comité Económico y Social y la Academia Valenciana de la Lengua, es una institución estatutaria de la Generalidad Valenciana, tal y como recoge el Capítulo VI (de las otras instituciones de La Generalidad) del Estatuto de Autonomía.
La función de consulta de esta institución es preceptiva para las demás instituciones cuando se trate de asuntos que afecten a la incoación de expedientes del patrimonio cultural valenciano. En el resto de cuestiones, las consultas no son preceptivas, y puede realizar informes propios sin requerir petición de parte. En cualquier caso, sus dictámenes no son vinculantes.

## Historia
La necesidad de crear una institución consultiva sobre la cultura valenciana ya quedó recogida en el Estatuto de Autonomía de 1982 el cual decía: "Una Ley de las Cortes Valencianas establecerá las funciones, la composición y la organización del Consejo de Cultura, los miembros del cual serán elegidos por mayoría de dos tercios de las Cortes Valencianas".
Tres años después de aprobarse el Estatuto de Autonomía, las Cortes Valencianas aprobaron la Ley 12/1985, de 30 de octubre, del Consejo Valenciano de Cultura, mediante la cual se regula esta institución. Posteriormente, mediante el Decreto 172/1986, de 29 de diciembre, se aprobó el Reglamento de organización y funcionamiento del Consejo Valenciano de Cultura. Este decreto fue derogado por el Decreto 43/1990, de 26 de febrero, por el cual se aprobó el segundo Reglamento de organización y funcionamiento del Consejo Valenciano de Cultura; con posterioridad, el Decreto 55/1993, de 20 de abril, aprobó el tercer Reglamento del Consejo; y finalmente, mediante el Decreto 202/1998, de 15 de diciembre, se aprobó el último Reglamento de organización y funcionamiento del Consejo Valenciano de Cultural, el cual se mantiene en vigor en la actualidad.
Tras la aprobación de la Ley en 1985 las Cortes aprobaron su primera composición en diciembre del mismo año. Su primer presidente fue Juan Gil-Albert (1986), que fue designado de nuevo en 1992. En 1994 el fallecimiento del Presidente dio lugar al nombramiento, como interino, de Vicente Aguilera Cerni, que se hizo efectivo de manera definitiva un año después. Tras perder las elecciones autonómicas Joan Lerma (PSPV-PSOE), el nuevo Presidente de la Generalidad, Eduardo Zaplana (Partido Popular), nombró como Presidente a Santiago Grisolía (1996) quien falleció en 2022. En abril de 2025 José María Lozano Velasco fue nombrado nuevo presidente.

## Miembros
El Consell está formado por 21 miembros elegidos por un periodo de seis años renovables, por una mayoría cualificada de dos tercios de los miembros de las Cortes Valencianas. Son elegibles aquellas personas de reconocido prestigio y mérito intelectual.

### Miembros actuales
- Presidente: José María Lozano Velasco
- Secretario ejecutivo: Jesús Huguet Pascual
- Vocales:

| Irene Ballester Buigues Amparo Carbonell Tatay Ascensión Figueres Górriz Josefa Frau Ribes Vicente González Móstoles Xavier Aliaga Víllora José María Lozano Velasco Begoña Martínez Deltell Gerardo Muñoz Lorente | José Vicente Navarro Raga Ana Noguera Montagut Rosana Pastor Muñoz Dolors Pedrós Company Maribel Peris Muiños Vicent Torrent Centelles Inmaculada Vidal Bernabé Núria Vizcarro Boix |

### Antiguos miembros
| - Santiago Grisolía (1995-2022) - Vicente Buigues Carrió (1985 - 1986) - Lluís Guarner Pérez (1985 - 1986) - José Antonio Maravall Casesnoves (1985 - 1986) - Alberto Garcia Esteve (1985 - 1989) - Manuel Valdés Blasco (1985 - 1989) - Andreu Alfaro i Hernández (1985 - 1990) - Emili Giménez Julián (1985 - 1992) - José María López Piñero (1985 - 1992) - Francisco Lozano Sanchis (1985 - 1992) - Vicente Enrique i Tarancón (1985 - 1994) - Juan Gil-Albert (1985 - 1994) - Enric Llobregat i Conesa (1985 - 1995) - Pedro Vernia Martínez (1985 - 1995) - Vicente Aguilera Cerni (1985 - 1998) - Luis García Berlanga (1985 - 1998) - Rafael Ramos Fernández (1985 - 1998) - Leopoldo Peñarroja Torrejón (1985 - 2004) - Ramón de Soto Arándiga (1985 - 2014) - José Pérez Gil (1987 - 1989) - Joan Fuster i Ortells (1987 - 1992) - Vicente Simó Santonja (1987 - 1995) - Tomàs Llorens Serra (1989 - 1990) - Germà Colón i Doménech (1989 - 1995) - Arcadi Garcia i Sanz (1989 - 1995) - Ramiro Reig i Armero (1989 - 1995) - Xavier Casp Vercher (1989 - 2002) - Vicent Montés i Penadés (1990 - 1995) - Justo Nieto Nieto (1990 - 1998) - Emili Beüt i Belenguer (1992 - 1993) - Francesc Michavila i Pitarch (1992 - 1996) - Amando Garcia Rodríguez (1992 - 1998) - Josep Boronat Gisbert (1992 - 2002) - Pilar Faus Sevilla (1994 - 1998) - Emili Marín i Soriano (1994 - 1998) - Manuel Bas Carbonell (1995 - 2002) - Amadeu Fabregat Mañes (1995 - 2002) - Ferran Torrent i Llorca (1995 - 2002) - Jordi García i Candau (1996 - 1998) - Juan Antonio Reig i Pla (1998 - 1998) - Joaquín Calomarde Gramage (1998 - 2000) | - Enedina Lloris i Camps (1998 - 2000) - Rosa Serrano Llàcer (1998 - 2002) - Manuel Muñoz Ibáñez (1998 - 2004) - Fernando Vizcaíno Casas (2002 - 2003) - Juan Ferrando Badía (2002 - 2007) - Eduardo Primo Yúfera (2002 - 2007) - Elena Negueroles (2002 - 2012) - Vicent Àlvarez Rubio (1998 - 2011) - Ramon Lapiedra Civera (1998 - 2011) - Juan Antonio Montesinos García (2002 - 2011) - Isabel Morant Deusa (2004 - 2011) - Carmen Morenilla Talens (1998 - 2011) - José Morera Buelti (1995 - 2011) - Isabel Ríos García (2002 - 2011) - Rosa Mª Rodríguez Magda (2000 - 2011) - Manuel Sanchis-Guarner Cabanilles (1998 - 2011) - Carles Santos Ventura (2012-2013) - Ramón De Soto Arándiga (1985-2014) - Ricardo Bellveser Icardo (1995 - 2018) - Consuelo Císcar Casaban (2012 - 2018) - Manuel Ángel Conejero Tomás (2004 - 2018) - Vicente Farnós de los Santos (2011 - 2018) - Vicente Ferrero Molina (2004 - 2018) - Enrique García Asensio (1985 - 2018) - Soledad Giménez Muñoz (2014 - 2018) - Enric Lluch i Girbés (2014 - 2018) - Glòria Marcos Martí (2011 - 2018) - Joaquín Martínez Tébar (2015 - 2018) - Vicente Muñoz Puelles (1999 - 2018) - Francisco Pérez Puche (2011 - 2018) - Luis Prades Perona (1995 - 2018) - Martín Quirós Palau (2011 - 2018) - Francesc Josep Sanguino Oliva (2018 - 2019) |

### Presidentes
| Presidentes del Consell Valencià de Cultura |                   |                | |
| Presidente                                  | Inicio de mandato | Fin de mandato | Notas |
| Juan Gil-Albert Simón                       | 1985              | 1994           | Primer presidente del Consell Valencià de Cultura. |
| Vicente Aguilera Cerni                      | 1994              | 1996           | Tras la muerte de Juan Gil-Albert Simón, en julio de 1994, fue nombrado presidente en funciones, aunque en mayo de 1995 ya se le reconoció como presidente electo. |
| Santiago Grisolía García                    | 1996              | 2022           | Tercer presidente electo. |
| José María Lozano Velasco                   | 2025              | en el cargo    | Cuarto presidente electo del Consell Valencià de Cultura. |

## Órganos y funciones
El Consell Valencià de Cultura se rige mediante órganos colegiados y unipersonales; la estructura básica de los mismos es la siguiente: 
- Órganos de gobierno:
  - La Presidencia.
  - El Pleno.
  - La Comisión de Gobierno.
- Órganos informativos y de trabajo:
  - Comisión de las Artes
  - Comisión de las Ciencias
  - Comisión Jurídica y de Interpretación Reglamentaria
  - Comisión de Legado Histórico y Artístico
  - Comisión de Promoción Cultural

El Presidente del Consell es elegido por el Presidente de la Generalidad Valenciana, y su principal función es la representativa.
Las Comisiones pueden ser permanentes o temporales.
El Pleno tiene como funciones elaborar el Reglamento de Organización, aprobar sus presupuestos, la memoria anual y emitir los dictámenes e informes que al mismo le están reservados por la Ley del Consejo Valenciano de Cultura y proponer candidatos para la renovación del Consell. 
La Comisión de Gobierno es la encargada de ejecutar los acuerdos del Pleno del Consell y está compuesta por el presidente, un Secretario y cuatro Vocales, elegidos por el Pleno.

## Forma de trabajo
Según el artículo 65 del Reglamento de Organización y Funcionamiento del Consejo Valenciano de Cultura, el procedimiento que sigue el CVC para trabajar es el siguiente:
- Cualquier propuesta de informe, dictamen o pronunciamiento que se eleve al Consejo Valenciano de Cultura se presentará a la Presidencia del Consell.
- La Presidencia, de acuerdo con la Comisión de Gobierno, la tramitirá a la Comisión correspondiente, si la hay, o a la que se cree con este fin.
- En el seno de la Comisión se nombrará una ponencia para que, en el plazo previsto por la correspondiente Presidencia, elabore el dictamen o informe.
- Una vez discutido en el seno de la Comisión y aprobado, este dictamen o informe será remitido al Presidente del Consell para que lo lleve a deliberación en la Comisión de Gobierno.
- Finalmente, este documento se someterá al acuerdo del Pleno que lo remitirá a la instancia oportuna. Si hay algún voto particular, se adjuntará cuando la persona interesada lo solicite.